# فتریچا
فتریچا (به لاتین: Ftericha) یک منطقهٔ مسکونی در قبرس شمالی است که در Girne District واقع شده‌است.